# Carl Jakobsson
Carl Jakobsson, född 13 juli 2000 i Limhamn i Malmö i Skåne län, är en svensk professionell ishockeyspelare som spelar för Färjestad BK i SHL.
Hans moderklubb är Visby AIK, men redan som 14-åring (2014) flyttade han till Karlstad för att spela i Färjestad BK:s juniorlag. Säsongen 2017/2018 debuterade han för A-laget i SHL.
Han är son till Peter Jakobsson, som spelade i Färjestad BK åren 1996–1999.

## Klubbar
- Färjestad BK (2014–)